# TP-LINK
TP-LINK Corporation, Ltd. (en chinois : 普聯技術), stylisé en TP-LINK est un constructeur d'équipements et de solutions réseaux informatiques basé à Shenzhen (Chine) crée en 1996.
En 2011, il devient le premier constructeur mondial de matériels pour réseaux locaux sans fil (Wi-Fi),.

## Histoire
TP-Link est fondé par deux frères en 1996, Zhao Jianjun (Cliff Chao) et Zhao Jiaxing (Jeffrey Chao). Le nom TP-Link est un nom composé qui signifie « Twisted Pair Link » (liaison à paire torsadée).
| - Lieu : Shenzhen, Chine                                   |
| - Superficie : 260 000 m2                                  |
| - Effectif de production : 9500                            |
| - 112 lignes SMT équipées de 254 machines SMT automatisées |
| - Capacité de production annuelle : 80 millions d'unités   |

TP-LINK est un fournisseur mondial de produits de réseaux domestiques et no 1 du monde des appareils CPE et WLAN, disponibles dans plus de 170 pays. Elle conçoit et fabrique des produits réseaux destinés aux particuliers et aux entreprises (TPE/PME) et régulièrement récompensés : répéteurs WiFi, modem/routeur ADSL, modem/routeurs 4G LTE, switches, caméras IP, CPL, serveurs d'impression, ampoules et prises connectées et adaptateurs réseau.
En mai 2024, le gouvernement indien émet une alerte sur le fait que les routeurs TP-LINK comportent un risque de sécurité.
En 2024 l'entreprise fait l'objet d'une enquête de l'administration américaine qui soupçonne l'entreprise de liens avec les cyberattaques chinoises. Le fabricant est accusé de ne pas prendre au sérieux les failles de sécurité concernant son matériel et de ne pas publier de correctif, favorisant l'exploitation de ces failles par des cybercriminels. Par ailleurs la stratégie de prix agressifs est scrutée par le ministère de la justice qui soupçonne du dumping de la part de la marque chinoise.

## Présence dans le monde
TP-Link est entré sur le marché international en 2005 et présent dans 170 pays.
TP Link Chine
- Bureaux : South Building, no 5 Keyuan Road, Central Zone, Science and Technology Park, Nanshan, Shenzhen, P. R. China Postcode: 518057
- Usine : West Area Roads no 7 et 19 Interchange, TP-LINK Guang Ming High Tech Park Gong Ming Town, Guang Ming New District High Technology Park, Bao An, Shenzhen, China

TP Link France
- Bâtiment A / Équateur 16-18 avenue Morane Saulnier, 78140 Vélizy-Villacoublay

TP-Link est présente aux États-Unis depuis 2008,.
Ses parts de marché sont de 42,2 % au premier semestre de 2013, qui sont essentiellement des routeurs.
Ce tableau représente l'implantation de la firme dans le monde.
| Pays                | Type de Bureau                   |
| Asie                | Asie                             |
| ------------------- | -------------------------------- |
| Shenzhen ( Chine )  | quartier général                 |
| Émirats arabes unis | Bureaux établis                  |
| Inde                | Bureaux établis                  |
| Russie              | Bureaux établis                  |
| Singapour           | Bureaux établis                  |
| Ukraine             | Bureaux établis                  |
| Viêt Nam            | Bureaux en cours d'établissement |
| Turquie             | Bureaux établis                  |
| Afrique             |                                  |
| Égypte              | Bureaux en cours d'établissement |
| Europe              |                                  |
| Allemagne           | Bureaux établis                  |
| Espagne             | Bureaux en cours d'établissement |
| France              | Bureau établis                   |
| Pays-Bas            | Bureaux en cours d'établissement |
| Italie              | Bureaux établis                  |
| Pologne             | Bureaux établis                  |
| République tchèque  | Bureaux en cours d'établissement |
| Roumanie            | Bureaux en cours d'établissement |
| Royaume-Uni         | Bureaux établis                  |
| Suède               | Bureaux en cours d'établissement |
| Amérique du Nord    |                                  |
| Canada              | Bureaux établis                  |
| États-Unis          | Bureaux établis                  |
| Mexique             | Bureaux en cours d'établissement |
| Amérique du Sud     |                                  |
| Argentine           | Bureaux en cours d'établissement |
| Brésil              | Bureaux en cours d'établissement |
| Colombie            | Bureaux en cours d'établissement |
| Australie           |                                  |
| Australie           | Bureaux en cours d'établissement |

## Produits
La société fabrique toutes sortes de matériels qui utilisent les réseaux (caméras IP, routeurs, switch, etc).
Tableau récapitulatif des produits du TP-LINK : 
| Type        | Produits |
| ----------- | --- |
| Wi-Fi       | - WiFi Bi-bande haut débit - WiFi 5 (AC) - WiFi 6 (AX) - Routeur client point d'accès (WISP CPE) - Répéteur WiFi - CPL WiFi - Adaptateur WiFi - Puissance et gain élevés sans fil - Point d'accès WiFi d'extérieur - Antenne et accessoires |
| Routeur LTE | - Modem/Routeur 4G+ WiFi |
| ADSL        | - Wireless VDSL2/ADSL2+ modem routers - Modems routeurs VoIP ADSL2+ sans fil - Modem routeur ADSL2+ sans fil - Modem routeur ADSL2+ - Modem ADSL2+                                                                                          |
| Switch      | - Switches administrable Niveau 3, Niveau 2 - Switch PoE/PoE+ - Switch administrable Gigabit - Switch Web Smart Gigabit - Switch Easy Smart - Switch non administrable - Convertisseur de média et module                                   |

| Type                    | Produits |
| ----------------------- | --- |
| Routeur filaire         | - Routeur VPN - Routeurs VPN sans fil - Routeur haut-débit à répartition de charge - Routeur SOHO                                               |
| Adaptateurs CPL         | - Adaptateur CPL Sans fil Hybride - Adaptateur CPL WiFi - CPL 1200 Mbit/s - Adaptateur CPL AV1000 - Adaptateur CPL AV600 - Adaptateur CPL AV500 |
| Caméra IP               | - Cloud Caméra - Caméra de vidéosurveillance d'intérieur fixe                                                                                   |
| Serveur d'impression    | - Serveur d'impression sans fil - Serveur d'impression filaire                                                                                  |
| Power over Ethernet     | - Switch PoE/PoE+ - Injecteur / Splitter PoE |
| Modem 56K et adaptateur | - Adaptateur réseau Gigabit - Adaptateur réseau 10/100 Mbit/s                                                                                   |
| Modems LTE              | - Modems 3G/4G/4G+ |
| FTTx                    | - Terminal GPON - Routeurs GPON VOIP sans fil                                                                                                   |
| Accessoires             | - Batterie de secours - USB Hub |

## Galerie

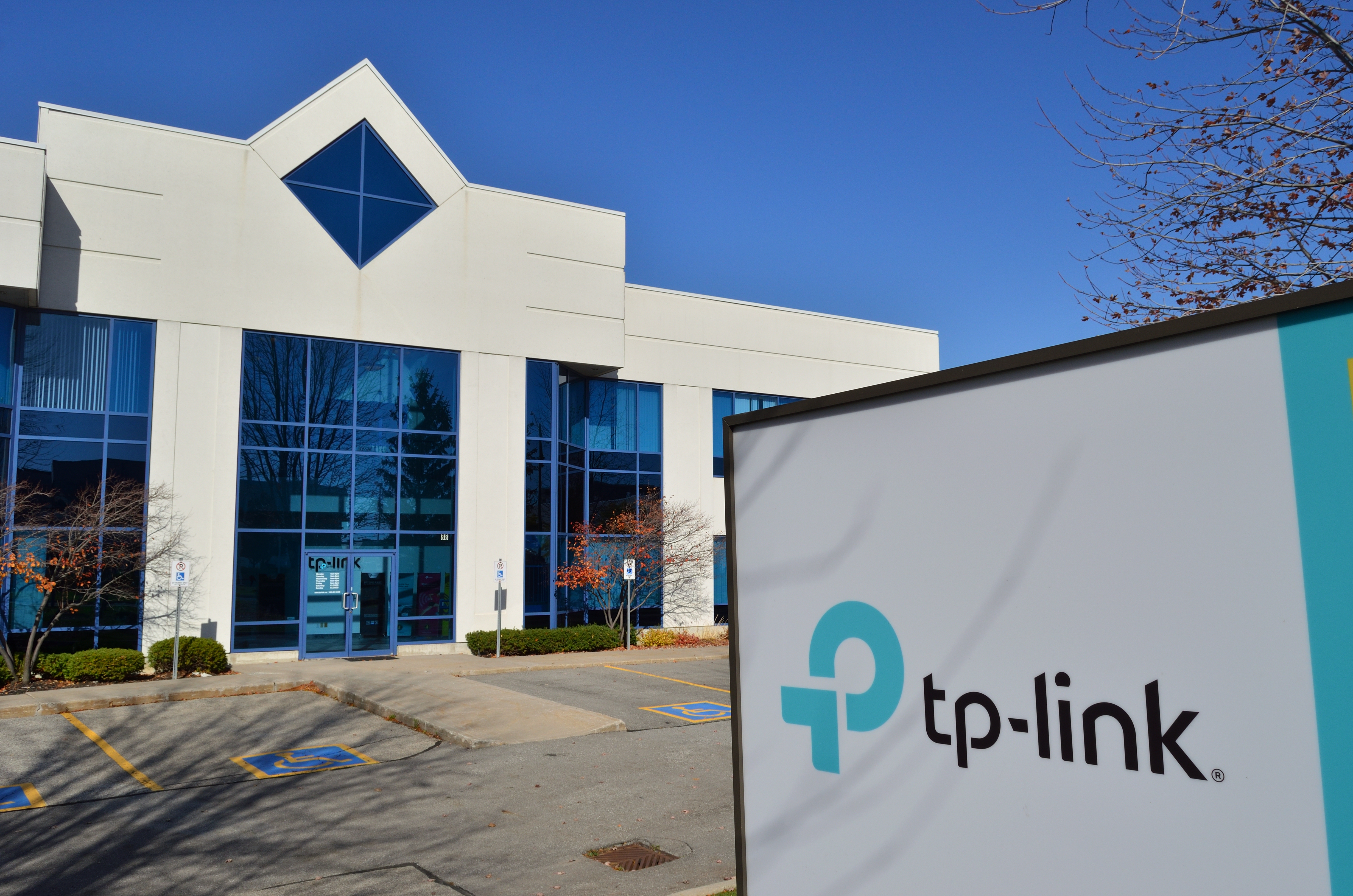
TP-Link Canada
ancien logo jusqu'en août 2016
nouveau logo depuis août 2016